# Karl von Baden (Domherr)
Karl von Baden (* 21. Mai 1476; † 7. Oktober 1510 in Straßburg) war ein badischer (Titular)-Markgraf und Domherr in Straßburg und Trier.

## Leben

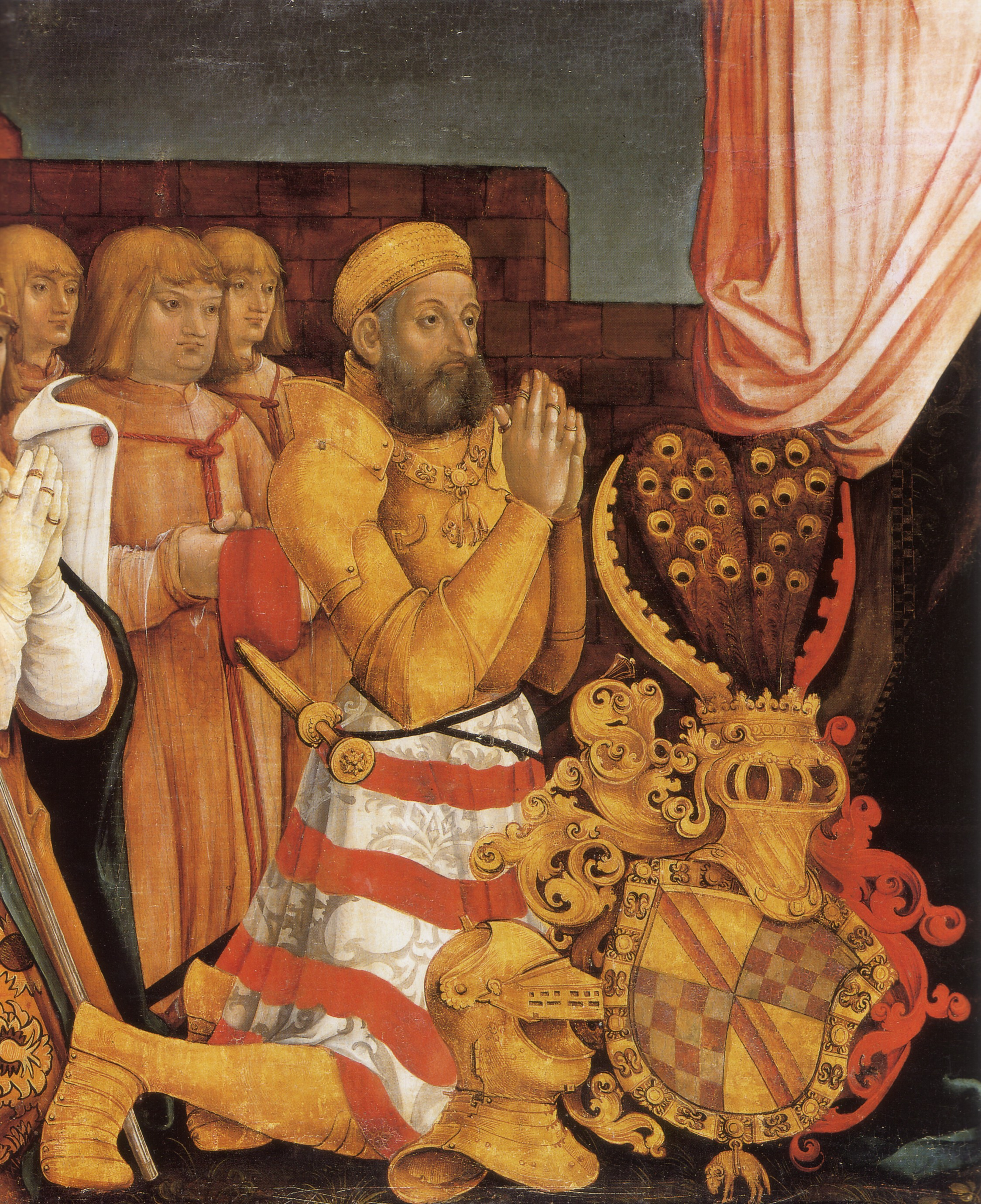
Karl hinter seinem Vater in einem Ausschnitt der Markgrafentafel

Er war ein Sohn von Christoph I. und Ottilie von Katzenelnbogen. Als nachgeborener Sohn trat er in den geistlichen Stand ein und war 1486 Domherr in Straßburg, 1490 Domherr zu Speyer, 1498 Domkustos in Straßburg und von 1499 bis 1503 Domherr zu Köln. Er nahm 1506 an der Bischofswahl in Straßburg teil.
Er wurde im Straßburger Münster begraben. Er ist auf der Markgrafentafel mit seiner Familie zwischen seinem Bruder Jakob und seinem Vater abgebildet.